# Coraebus cavifrons
Coraebus cavifrons es una especie de escarabajo del género Coraebus, familia Buprestidae. Fue descrita científicamente por Descarpentries & Villiers en 1967.
Se distribuye por China. Fue descrito en base a una hembra de Tonkin, norte de Vietnam.